# Sela, Šmarješke Toplice
Sela so naselje v Občini Šmarješke Toplice.